# Temmie Ovwasa
Temmie Ovwasa (1996), précédemment connue comme YBNL Princess, est une chanteuse nigériane célèbre pour exprimer ouvertement son identité lesbienne et non binaire.

## Biographie
En réaction à des moqueries sur sa carrière après avoir quitté en 2020 le label YBNL Nation (en) avec lequel elle avait signé en 2016, elle annonce qu'elle compte gagner plus d’argent que son ancien employeur, le chanteur Olamide.

## Œuvre
En 2020, Ovwasa sort  E Be Like Say Dem Swear For Me, considéré comme le premier album nigérian de musique ouvertement LGBT. Selon Paul Ayodele Onanuga, la musique de Temmie Ovwasa contribue à créer une présence LGBT dans le contexte fortement homophobe de la société nigériane et a fortiori de sa scène hip-hop. Le style est lo-fi.